# 细叶楠
细叶楠（学名：Phoebe hui）为樟科楠属下的一个种。

## 扩展阅读
- 維基物種上的相關：细叶楠